# 740
740（七百四十、ななひゃくよんじゅう）は自然数、また整数において、739の次で741の前の数である。 

## 性質
- 740は合成数であり、約数は1, 2, 4, 5, 10, 20, 37, 74, 148, 185, 370, 740である。
  - 約数の和は1596。
  - 180番目の過剰数である。1つ前は738、次は744。
- 7402 + 1 = 547601であり、n 2 + 1 が素数になる92番目の数である。1つ前は716、次は750。(オンライン整数列大辞典の数列 A005574)
- 740 = 22 × 5 × 37
  - 3つの異なる素因数の積で p 2 × q × r の形で表せる55番目の数である。1つ前は738、次は748。(オンライン整数列大辞典の数列 A085987)
- 740 = 82 + 262 = 162 + 222
  - 異なる2つの平方数の和で表せる219番目の数である。1つ前は738、次は745。(オンライン整数列大辞典の数列 A004431)
  - 2つの平方数の和2通りで表せる47番目の数である。1つ前は730、次は745。
- 740 = 42 + 182 + 202 = 82 + 102 + 242 = 122 + 142 + 202
  - 3つの平方数の和3通りで表せる109番目の数である。1つ前は739、次は744。(オンライン整数列大辞典の数列 A025323)
  - 異なる3つの平方数の和3通りで表せる82番目の数である。1つ前は738、次は744。(オンライン整数列大辞典の数列 A025341)
- 740 = 33 + 33 + 73 + 73
  - 4つの正の数の立方数の和で表せる201番目の数である。1つ前は739、次は744。(オンライン整数列大辞典の数列 A003327)
- 740 = {\displaystyle \sum _{k=1}^{12}(k^{2}+k+1)}
  - n = 12 のときの {\displaystyle \sum _{k=1}^{n}(k^{2}+k+1)} の値とみたとき1つ前は583、次は923。(オンライン整数列大辞典の数列 A145069)
- 約数の和が740になる数は1個ある。(739) 約数の和1個で表せる134番目の数である。1つ前は734、次は741。
- 各位の和が11になる62番目の数である。1つ前は731、次は803。

## その他 740 に関連すること
- ISO 3166-1（JIS X 0304）国名コードの740は、スリナム。
- バーコード規格、EANの国コード740は、グアテマラ。
- Intel 740 (i740) は、インテルのグラフィックスアクセラレータチップ。
- SoftBank 740SCは、ソフトバンクモバイルの携帯電話端末。
- 740iは、ドイツのBMWの7シリーズの一車種。
- ロードアイランド (USS Rhode Island, SSBN-740) は、アメリカ海軍のオハイオ級原子力潜水艦。
- 740n
- 740 × 10−3 = 0.740 は {\displaystyle {\frac {\pi }{\sqrt {18}}}} の近似値である。(オンライン整数列大辞典の数列 A093825)
  - この値は3次元ユークリッド空間における最適球充填における球が占めている空間の割合である。